# کیدن گلاور
کیدن گلاور (انگلیسی: Caden Glover؛ زادهٔ ۸ مارس ۲۰۰۷) بازیکن فوتبال اهل ایالات متحده آمریکا است که در حال حاضر برای باشگاه فوتبال سنت لوئیس سیتی بازی می‌کند. 
از باشگاه‌هایی که در آن بازی کرده‌است می‌توان به باشگاه فوتبال سنت لوئیس سیتی اشاره کرد.